# Acrolophus ferrarenella
Acrolophus ferrarenella är en fjärilsart som beskrevs av Walker 1864. Acrolophus ferrarenella ingår i släktet Acrolophus och familjen Acrolophidae. Inga underarter finns listade i Catalogue of Life.